# Bonningues-lès-Ardres
Pour les articles homonymes, voir Bonningues.
Bonningues-lès-Ardres est une commune française située dans le département du Pas-de-Calais en région Hauts-de-France. Ses habitants sont appelés les Bonninguois. La commune est membre de la communauté de communes du Pays de Lumbres.
Le territoire de la commune est situé dans le parc naturel régional des Caps et Marais d'Opale.

## Géographie

### Localisation
Localisée dans le nord-est du département du Pas-de-Calais et située à 17 km au nord-ouest de la commune de Saint-Omer (chef-lieu d'arrondissement), Bonningues est une commune du parc naturel régional des Caps et Marais d'Opale, aux confins de l'Audomarois et du Calaisis. Le centre-village est situé dans le nord de la commune, dans la vallée de la Hem. Plus au sud se trouve un hameau, Le Héricat. La majeure partie du territoire est constituée de champs agricoles et de la forêt de Quercamps.
Le territoire de la commune est limitrophe de ceux de cinq communes.
Les communes limitrophes sont Tournehem-sur-la-Hem, Journy, Quercamps, Audrehem et Clerques.

### Géologie et relief
La superficie de la commune est de 10,6 km2 ; son altitude varie de 34  à   184 mètres.

### Hydrographie
Le territoire de la commune est situé dans le bassin Artois-Picardie.
La commune est traversée par la Hem ou Tiret, un cours d'eau  de 27,92 km, qui prend sa source dans la commune d'Escœuilles et rejoint l'Aa dans la commune de Sainte-Marie-Kerque.

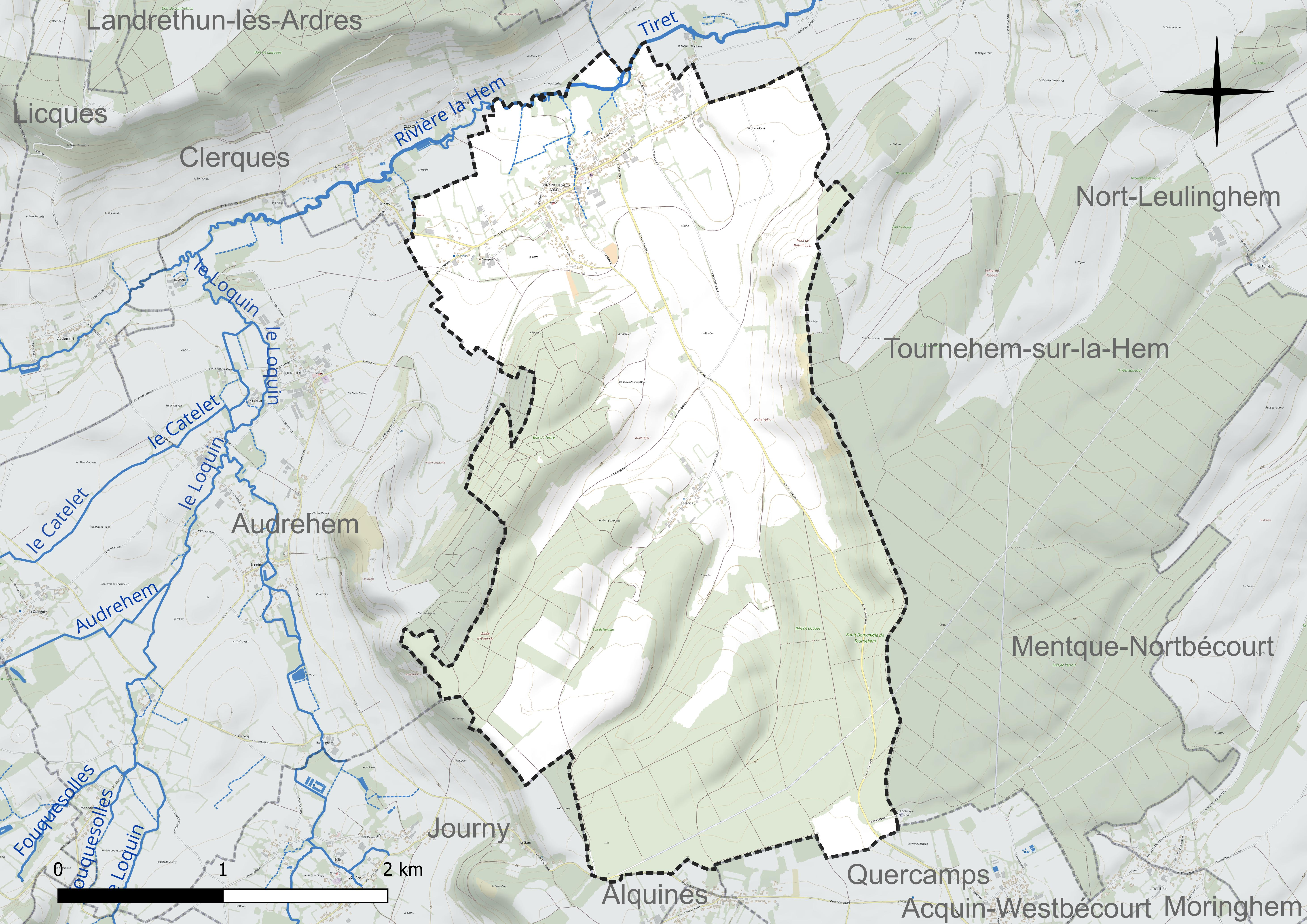
Réseau hydrographique de Bonningues-lès-Ardres.

### Climat
Pour des articles plus généraux, voir Climat des Hauts-de-France et Climat du Nord-Pas-de-Calais.
En 2010, le climat de la commune est de type climat océanique franc, selon une étude du CNRS s'appuyant sur une série de données couvrant la période 1971-2000. En 2020, Météo-France publie une typologie des climats de la France métropolitaine dans laquelle la commune est exposée à un climat océanique et est dans la région climatique Côtes de la Manche orientale, caractérisée par un faible ensoleillement (1 550 h/an) ; forte humidité de l’air (plus de 20 h/jour avec humidité relative > 80 % en hiver), vents forts fréquents.
Pour la période 1971-2000, la température annuelle moyenne est de 10,3 °C, avec une amplitude thermique annuelle de 12,8 °C. Le cumul annuel moyen de précipitations est de 942 mm, avec 12,3 jours de précipitations en janvier et 8,2 jours en juillet. Pour la période 1991-2020, la température moyenne annuelle observée sur la station météorologique la plus proche, située sur la commune de Licques à 5 km à vol d'oiseau, est de 10,5 °C et le cumul annuel moyen de précipitations est de 1 138,1 mm,. Pour l'avenir, les paramètres climatiques de la commune estimés pour 2050 selon différents scénarios d'émission de gaz à effet de serre sont consultables sur un site dédié publié par Météo-France en novembre 2022.
| Mois                                  | jan.            | fév.           | mars         | avril         | mai           | juin          | jui.           | août           | sep.          | oct.          | nov.            | déc.           | année     |
| ------------------------------------- | --------------- | -------------- | ------------ | ------------- | ------------- | ------------- | -------------- | -------------- | ------------- | ------------- | --------------- | -------------- | --------- |
| Température minimale moyenne (°C)     | 1,4             | 1,3            | 2,9          | 4,4           | 7,5           | 10,4          | 12,5           | 12,4           | 9,8           | 7,5           | 4,4             | 1,9            | 6,4       |
| Température moyenne (°C)              | 4,2             | 4,5            | 6,8          | 9,4           | 12,5          | 15,3          | 17,5           | 17,5           | 14,7          | 11,4          | 7,5             | 4,7            | 10,5      |
| Température maximale moyenne (°C)     | 7               | 7,8            | 10,8         | 14,4          | 17,5          | 20,2          | 22,4           | 22,6           | 19,5          | 15,2          | 10,5            | 7,4            | 14,6      |
| Record de froid (°C) date du record   | −22 08.01.1985  | −14,5 11.02.12 | −12 04.03.05 | −5,5 13.04.21 | −2,8 01.05.21 | 0 01.06.1975  | 2,5 01.07.1984 | 0,4 25.08.1980 | 0 30.09.18    | −6 29.10.1997 | −8,5 24.11.1998 | −13 07.12.1969 | −22 1985  |
| Record de chaleur (°C) date du record | 14,5 09.01.1998 | 19,5 26.02.19  | 25 31.03.21  | 28,5 19.04.18 | 32,2 27.05.05 | 35,3 21.06.17 | 40,9 25.07.19  | 37,5 07.08.20  | 32,7 13.09.16 | 29,5 01.10.11 | 20,2 19.11.1969 | 15,5 19.12.15  | 40,9 2019 |
| Précipitations (mm)                   | 104,4           | 85,2           | 71,6         | 61,1          | 71,3          | 69,5          | 72,5           | 93             | 93,5          | 126,7         | 143,4           | 145,9          | 1 138,1   |

### Paysages
Pour un article plus général, voir Paysage en France.
La commune s'inscrit dans les « paysages des coteaux calaisiens et du pays de Licques » tels qu'ils sont définis dans l'atlas de paysages de la région Nord-Pas-de-Calais, conçu par la direction régionale de l'Environnement, de l'Aménagement et du Logement (DREAL),.
Ces « paysages des coteaux calaisiens et du pays de Licques » concernent 56 communes du Pas-de-Calais. Ces paysages s'étendent sur environ 30 km de long (est-ouest) et 15 km de large (nord-sud) et présentent deux sous-ensembles : les coteaux calaisiens au nord et le pays de Licques au sud. Les altitudes de ces paysages varient de 206 m dans le Pays de Licques, à 120 m dans l’ouest des coteaux Calaisiens, près de Guînes, et à 10 m dans l'est, près d'Audruicq.
Ces paysages recouvrent trois entités écopaysagères : les collines guînoises qui constituent le rebord septentrional de l'Artois, l'entité de Bredenarde qui appartient à la plaine maritime flamande, et la cuvette de Licques. Ils sont constitués de 59,70 % de cultures, de 17,30 % de forêts, de 15,11 % de prairies naturelles, permanentes, de 7,45 % d'espaces artificialisés, avec les quatre principales communes que sont Audruicq, Ardres, Guînes et Licques, de 0,27 % d'industries, et de 0,18 % de cours d'eau et plan d'eau.
Les éléments structurants de ces paysages sont la LGV Nord et l'A26, la rivière la Hem qui coule du sud vers le nord-est, les escarpements sur les coteaux du Calaisis et autour du pays de Licques et, d'ouest en est, les différents boisements comme la forêt de Guînes, le bois de l'Abbaye, la forêt de Tournehem et une partie de la forêt d'Éperlecques.

### Milieux naturels et biodiversité

#### Espace protégé
La protection réglementaire est le mode d’intervention le plus fort pour préserver des espaces naturels remarquables et leur biodiversité associée.
Dans ce cadre, la commune fait partie d'un espace protégé : le parc naturel régional des Caps et Marais d'Opale, d’une superficie de 132 499 ha réparties sur 154 communes, géré par le syndicat mixte d'aménagement et de gestion du parc naturel régional des Caps et Marais d'Opale.

#### Zones naturelles d'intérêt écologique, faunistique et floristique
L’inventaire des zones naturelles d'intérêt écologique, faunistique et floristique (ZNIEFF) a pour objectif de réaliser une couverture des zones les plus intéressantes sur le plan écologique, essentiellement dans la perspective d’améliorer la connaissance du patrimoine naturel national et de fournir aux différents décideurs un outil d’aide à la prise en compte de l’environnement dans l’aménagement du territoire.
Le territoire communal comprend quatre ZNIEFF de type 1 : 
- la forêt domaniale de Tournehem et ses lisières. Cette ZNIEFF marque le rebord oriental du pays de Licques[15] ;
- le mont de Bonningues. Cette ZNIEFF s’étend le long du bois du Carnoy[16] ;
- la haute vallée de la Hem entre Audenfort et Nordausques, d’une superficie de 446 hectares et d'une altitude variant de 6  à   35 mètres[17] ;
- les monts d'Audrehem. Ce coteau de craie marneuse turonienne représente la branche est de la cuesta du pays de Licques[18].

et une ZNIEFF de type 2 : la boutonnière de pays de Licques. Cette ZNIEFF, de 17 830 hectares, s'étend sur 43 communes.

Carte des ZNIEFF de type 1 et 2 sur la commune
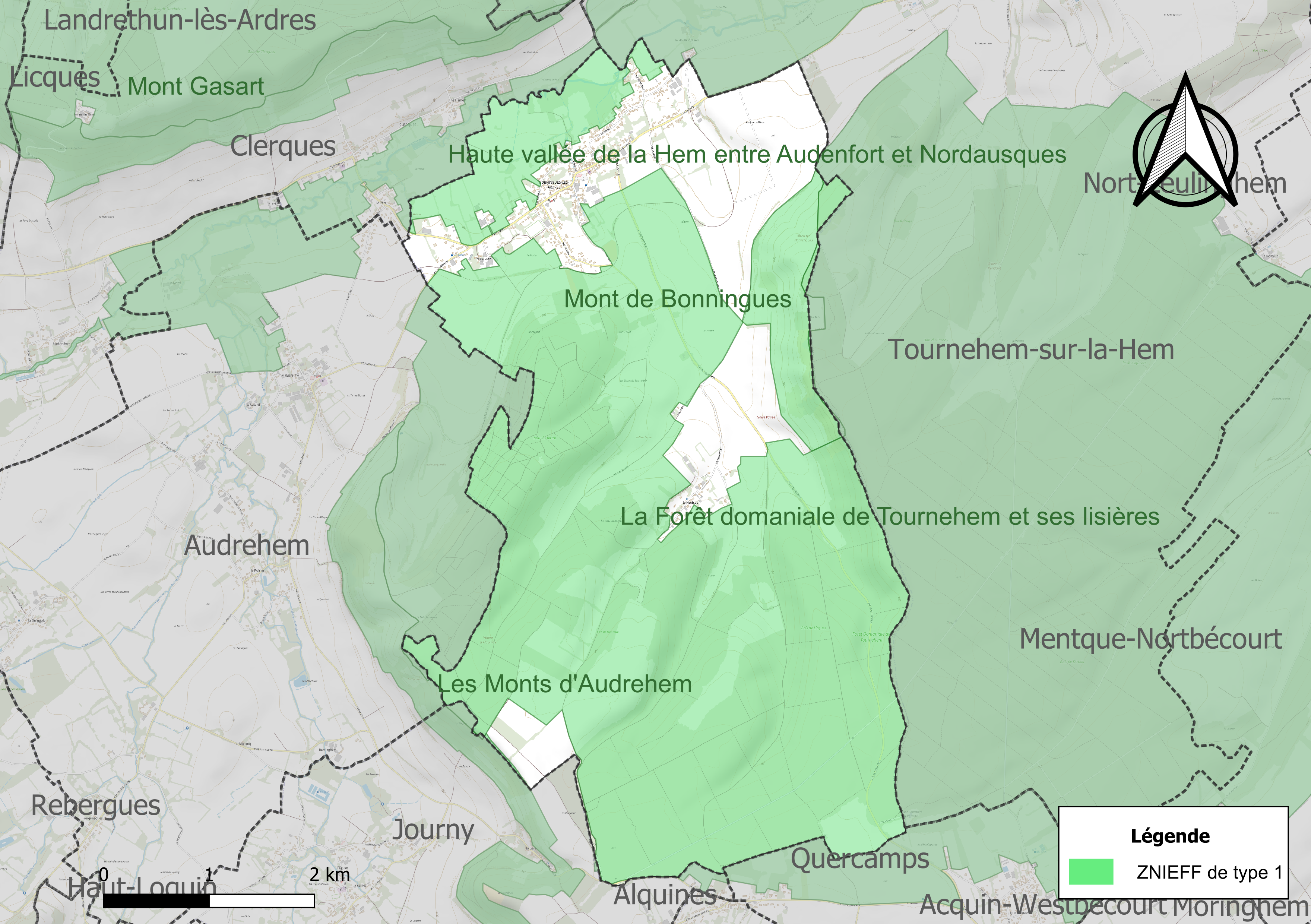
Carte des ZNIEFF de type 1 sur la commune.
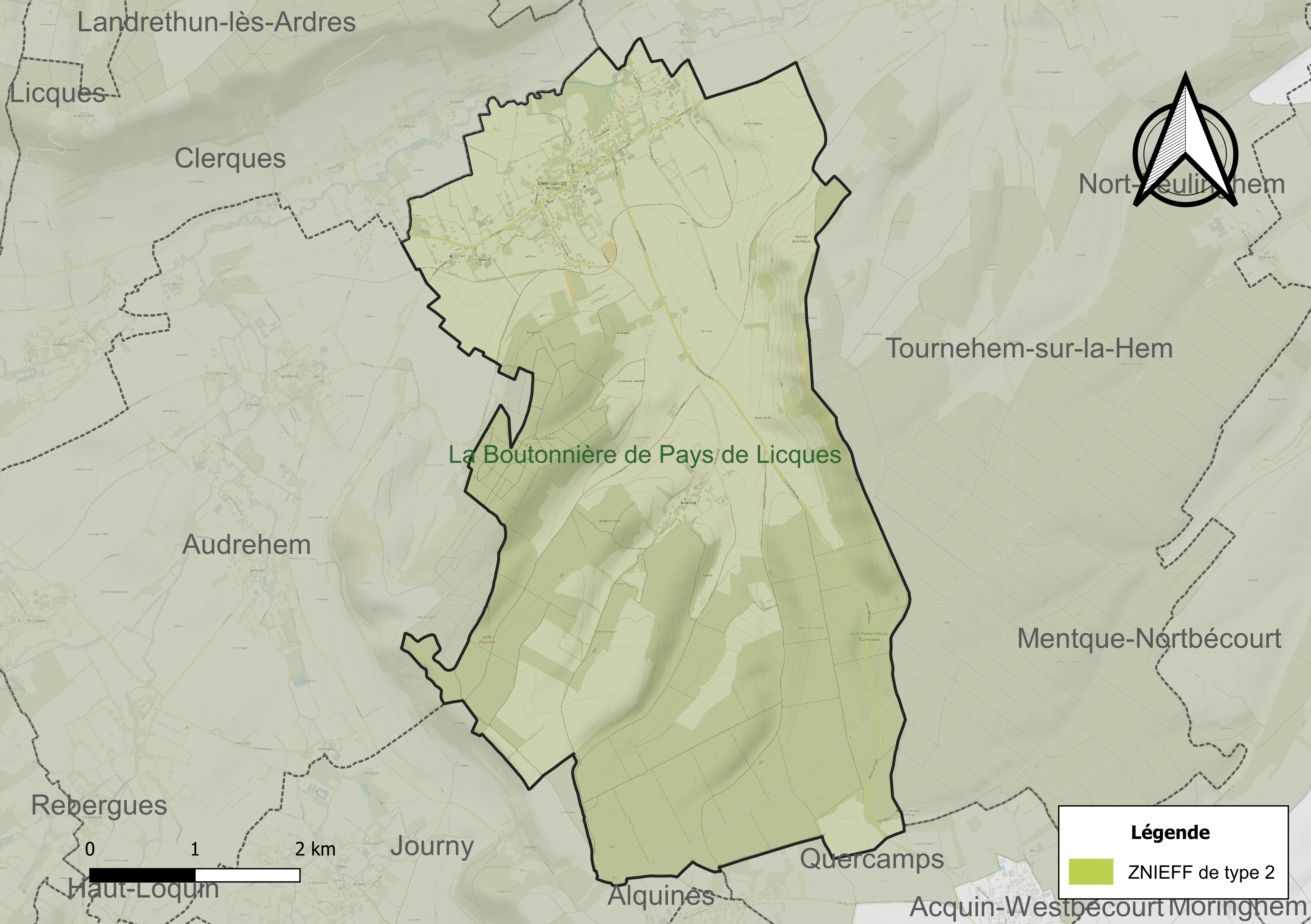
Carte de la ZNIEFF de type 2 sur la commune.

#### Site Natura 2000
Le réseau Natura 2000 est un réseau écologique européen de sites naturels d’intérêt écologique élaboré à partir des directives « habitats » et « oiseaux ». Ce réseau est constitué de zones spéciales de conservation (ZSC) et de zones de protection spéciale (ZPS). Dans les zones de ce réseau, les États Membres s'engagent à maintenir dans un état de conservation favorable les types d'habitats et d'espèces concernés, par le biais de mesures réglementaires, administratives ou contractuelles.
Sur la commune, un site Natura 2000 de type B est défini en site d'importance communautaire (SIC) : la forêt de Tournehem et les pelouses de la cuesta du pays de Licques, d’une superficie de 443 hectares et d'une altitude variant de 60  à   200 m.

## Urbanisme

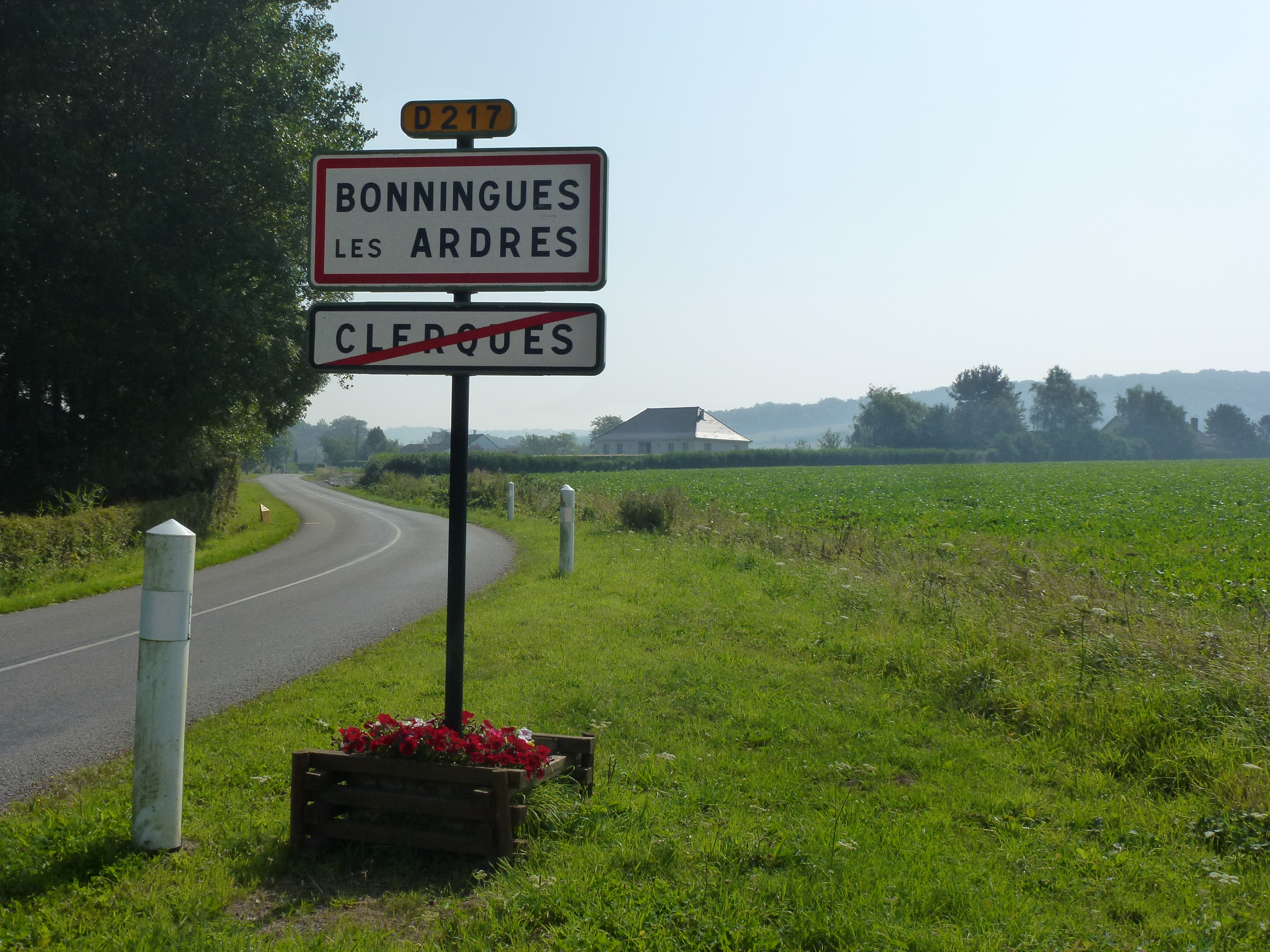
Panneau d'entrée de la commune.

### Typologie
Au 1er janvier 2024, Bonningues-lès-Ardres est catégorisée commune rurale à habitat dispersé, selon la nouvelle grille communale de densité à sept niveaux définie par l'Insee en 2022.
Elle est située hors unité urbaine et hors attraction des villes,.

### Occupation des sols
L'occupation des sols de la commune, telle qu'elle ressort de la base de données européenne d’occupation biophysique des sols Corine Land Cover (CLC), est marquée par l'importance des territoires agricoles (54,4 % en 2018), une proportion sensiblement équivalente à celle de 1990 (53,9 %). La répartition détaillée en 2018 est la suivante : 
terres arables (45,8 %), forêts (40,5 %), prairies (6,1 %), zones urbanisées (5,1 %), zones agricoles hétérogènes (2,5 %). L'évolution de l’occupation des sols de la commune et de ses infrastructures peut être observée sur les différentes représentations cartographiques du territoire : la carte de Cassini (XVIIIe siècle), la carte d'état-major (1820-1866) et les cartes ou photos aériennes de l'IGN pour la période actuelle (1950 à aujourd'hui).

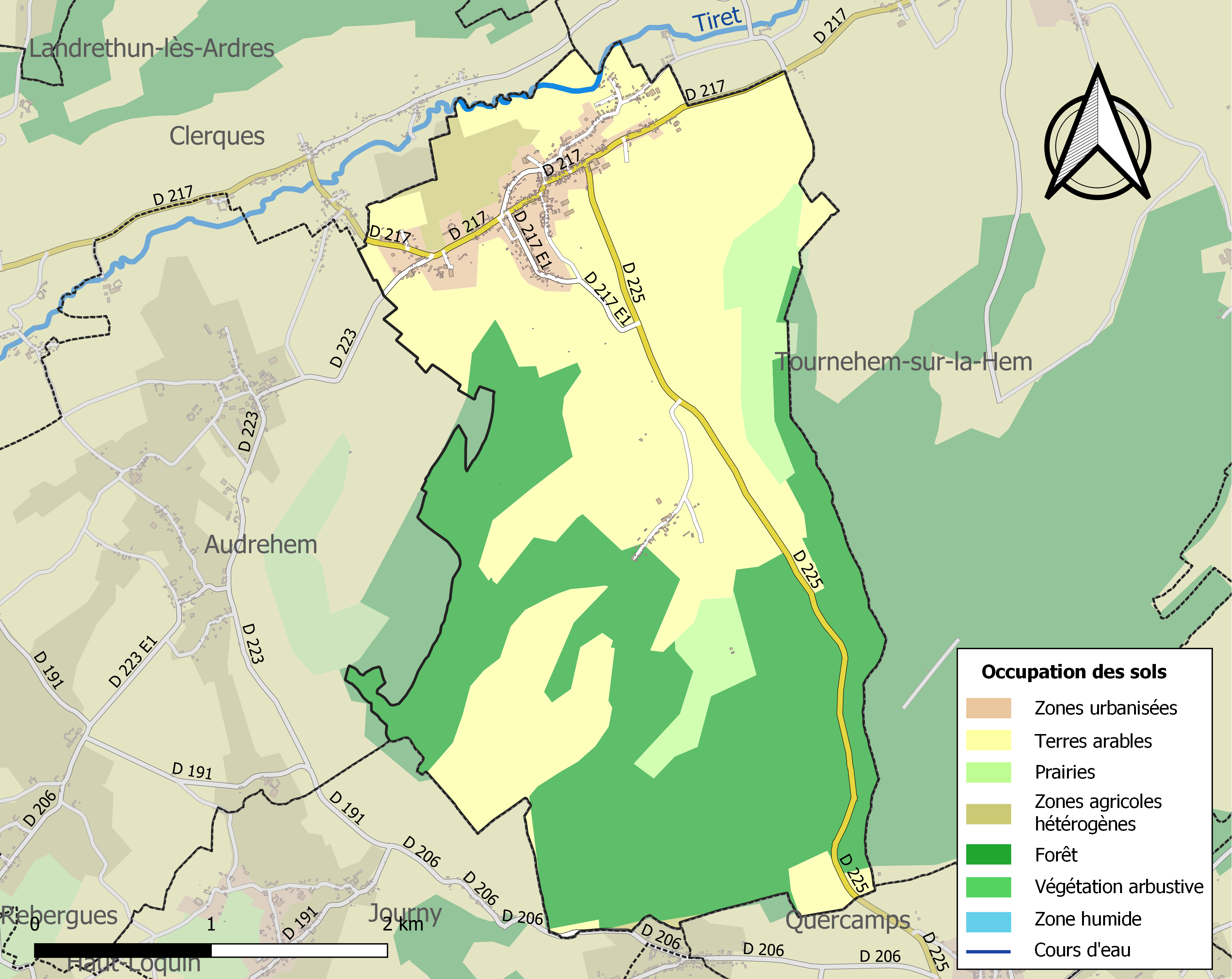
Carte des infrastructures et de l'occupation des sols de la commune en 2018 (CLC).

### Voies de communication et transports

#### Voies de communication
La commune est desservie par les routes départementales D 217, D 223 et D 225 et située à 5 km de la sortie no 2 de l'autoroute A26 reliant Calais à Troyes.

#### Transport ferroviaire
La commune se trouve à 14 km de la gare d'Audruicq, située sur la ligne de Lille aux Fontinettes, desservie par des trains TER Hauts-de-France.
La commune était située sur la ligne de chemin de fer Boulogne - Bonningues, une ancienne ligne de chemin de fer qui reliait, dans le département du Pas de Calais, de 1909 et 1935, Boulogne-sur-Mer à Bonningues-lès-Ardres.

## Toponymie
Le nom de la localité est attesté sous les formes Bonengia (1069), Boninges, Bonimges et Boninghes (1084), Boningges (XIIe siècle), Boningues (1164), Boninghae (XIIIe siècle), Boininges (1296), Bonnighe (1411), Boyninghes (1598), Bouningue les Ardres (1793), Boningue-lez-Ardres (XVIIIe siècle), Bonninque-lès-Ardres (1801).
Viendrait de l'anthroponyme germanique Buno suivi de -ingen « peuple (de) » francisé en -ingues. Plus tard, -lès-Ardres fut ajouté, montrant la proximité de la commune par rapport à Ardres (lès signifiant « près de »).
Boninge en flamand et Bonnink en picard.

## Histoire
Au Xe ou XIe siècle, l'église de Bonningues appartient à Adèle de Selvesse, fondatrice de la lignée des seigneurs d'Ardres.
Arnould Ier d'Ardres, fils d'Adèle de Selvesse, va donner l'église aux chanoines qu'il installe dans l'église d'Ardres en 1069.

## Politique et administration

### Découpage territorial
La commune se trouve dans l'arrondissement de Saint-Omer du département du Pas-de-Calais.

#### Commune et intercommunalités
La commune, jusqu'alors membre de la communauté de communes de la région d'Ardres et de la vallée de la Hem intègre au 1er janvier 2014 la communauté de communes du Pays de Lumbres. La communauté de communes du Pays de Lumbres regroupe 36 communes et totalise 24 187 habitants en 2021

#### Circonscriptions administratives
La commune est rattachée au canton de Lumbres.

#### Circonscriptions électorales
Pour l'élection des députés, la commune fait partie, depuis 1986, de la sixième circonscription du Pas-de-Calais.

### Élections municipales et communautaires

#### Liste des maires
| Période                                  | Période                      | Identité                                           | Étiquette | Qualité                                                                     |
| ---------------------------------------- | ---------------------------- | -------------------------------------------------- | --------- | --------------------------------------------------------------------------- |
| Les données manquantes sont à compléter. |                              |                                                    |           |                                                                             |
| 1959                                     | 1981                         | Florentin Cucheval                                 |           | Exploitant agricole                                                         |
| 1981                                     | 2010                         | Gérard Franque                                     |           | Mort en fonction                                                            |
| 2010                                     | En cours (au 2 février 2022) | Gérard-Alexandre Franque (fils du maire précédent) | SE        | Agriculteur Réélu pour le mandat 2014-2020, Réélu pour le mandat 2020-2026, |

## Équipements et services publics

### Justice, sécurité, secours et défense
La commune dépend du tribunal judiciaire de Saint-Omer, du conseil de prud'hommes de Saint-Omer, de la cour d'appel de Douai, du tribunal de commerce de Boulogne-sur-Mer, du tribunal administratif de Lille, de la cour administrative d'appel de Douai, du tribunal judiciaire de Boulogne-sur-Mer et du tribunal pour enfants de Saint-Omer.

## Population et société

### Démographie
Les habitants de la commune sont appelés les Bonninguois.

#### Évolution démographique
L'évolution du nombre d'habitants est connue à travers les recensements de la population effectués dans la commune depuis 1793. Pour les communes de moins de 10 000 habitants, une enquête de recensement portant sur toute la population est réalisée tous les cinq ans, les populations de référence des années intermédiaires étant quant à elles estimées par interpolation ou extrapolation. Pour la commune, le premier recensement exhaustif entrant dans le cadre du nouveau dispositif a été réalisé en 2004.

En 2022, la commune comptait 620 habitants, en évolution de −6,77 % par rapport à 2016 (Pas-de-Calais : −0,72 %, France hors Mayotte : +2,11 %).
| 1793 | 1800 | 1806 | 1821 | 1831 | 1836 | 1841 | 1846 | 1851 |
| ---- | ---- | ---- | ---- | ---- | ---- | ---- | ---- | ---- |
| 490  | 552  | 559  | 615  | 641  | 629  | 602  | 615  | 623  |

| 1856 | 1861 | 1866 | 1872 | 1876 | 1881 | 1886 | 1891 | 1896 |
| ---- | ---- | ---- | ---- | ---- | ---- | ---- | ---- | ---- |
| 575  | 570  | 600  | 559  | 537  | 586  | 624  | 622  | 614  |

| 1901 | 1906 | 1911 | 1921 | 1926 | 1931 | 1936 | 1946 | 1954 |
| ---- | ---- | ---- | ---- | ---- | ---- | ---- | ---- | ---- |
| 537  | 560  | 589  | 516  | 496  | 452  | 480  | 455  | 423  |

| 1962 | 1968 | 1975 | 1982 | 1990 | 1999 | 2004 | 2006 | 2009 |
| ---- | ---- | ---- | ---- | ---- | ---- | ---- | ---- | ---- |
| 439  | 451  | 401  | 457  | 443  | 509  | 591  | 597  | 651  |

| 2014 | 2019 | 2022 | - | - | - | - | - | - |
| ---- | ---- | ---- | - | - | - | - | - | - |
| 672  | 639  | 620  | - | - | - | - | - | - |

#### Pyramide des âges
En 2018, le taux de personnes d'un âge inférieur à 30 ans s'élève à 35,2 %, soit en dessous de la moyenne départementale (36,7 %). De même, le taux de personnes d'âge supérieur à 60 ans est de 23,6 % la même année, alors qu'il est de 24,9 % au niveau départemental.
En 2018, la commune comptait 321 hommes pour 327 femmes, soit un taux de 50,46 % de femmes, légèrement inférieur au taux départemental (51,5 %).
Les pyramides des âges de la commune et du département s'établissent comme suit.
| Hommes | Classe d’âge | Femmes |
| ------ | ------------ | ------ |
| 0,3    | 90 ou +      | 0,6    |
| 5,4    | 75-89 ans    | 5,9    |
| 15,8   | 60-74 ans    | 19,3   |
| 23,3   | 45-59 ans    | 18,9   |
| 19,9   | 30-44 ans    | 20,2   |
| 17,7   | 15-29 ans    | 15,5   |
| 17,7   | 0-14 ans     | 19,6   |

| Hommes | Classe d’âge | Femmes |
| ------ | ------------ | ------ |
| 0,5    | 90 ou +      | 1,6    |
| 5,6    | 75-89 ans    | 8,9    |
| 16,7   | 60-74 ans    | 18,1   |
| 20,2   | 45-59 ans    | 19,2   |
| 18,9   | 30-44 ans    | 18,1   |
| 18,2   | 15-29 ans    | 16,2   |
| 19,9   | 0-14 ans     | 17,9   |

### Sports et loisirs
Le club de football "Jeunesse Sportive Audrehem - Bonningues-lès-Ardres - Clerques " (JS ABC).

## Culture locale et patrimoine

### Lieux et monuments
- L'église Saint-Léger, de style gothique, a été bâtie initialement au début du XVIIe siècle mais reconstruite sous la Restauration, son cœur et sa nef datant de 1824[47]. Son emplacement fait faire une courbe à la rue principale (appelée route de Licques).
- Le moulin à eau du XVIIIe siècle sur la Hem, restauré par son propriétaire à la fin du XXe siècle, se trouve sur une propriété privée.
- Le monument aux morts[48].
- Les deux plaques, aux morts de la commune lors de la guerre franco-allemande de 1870[48] et de la Première Guerre mondiale, apposées à l'entrée de l'église.
- Le manoir de Bonningues-lès-Ardres, demeure Napoléonienne datant de 1839, entouré d'un jardin de 5 000 m2[49].
- La villa Clair de Lune, de style balnéaire, auparavant appelée Chalet de la Hem construite en 1890, entourée d'un parc boisé de 7 000 m2.
- L'ancienne gare.
- Le mont de Bonningues.

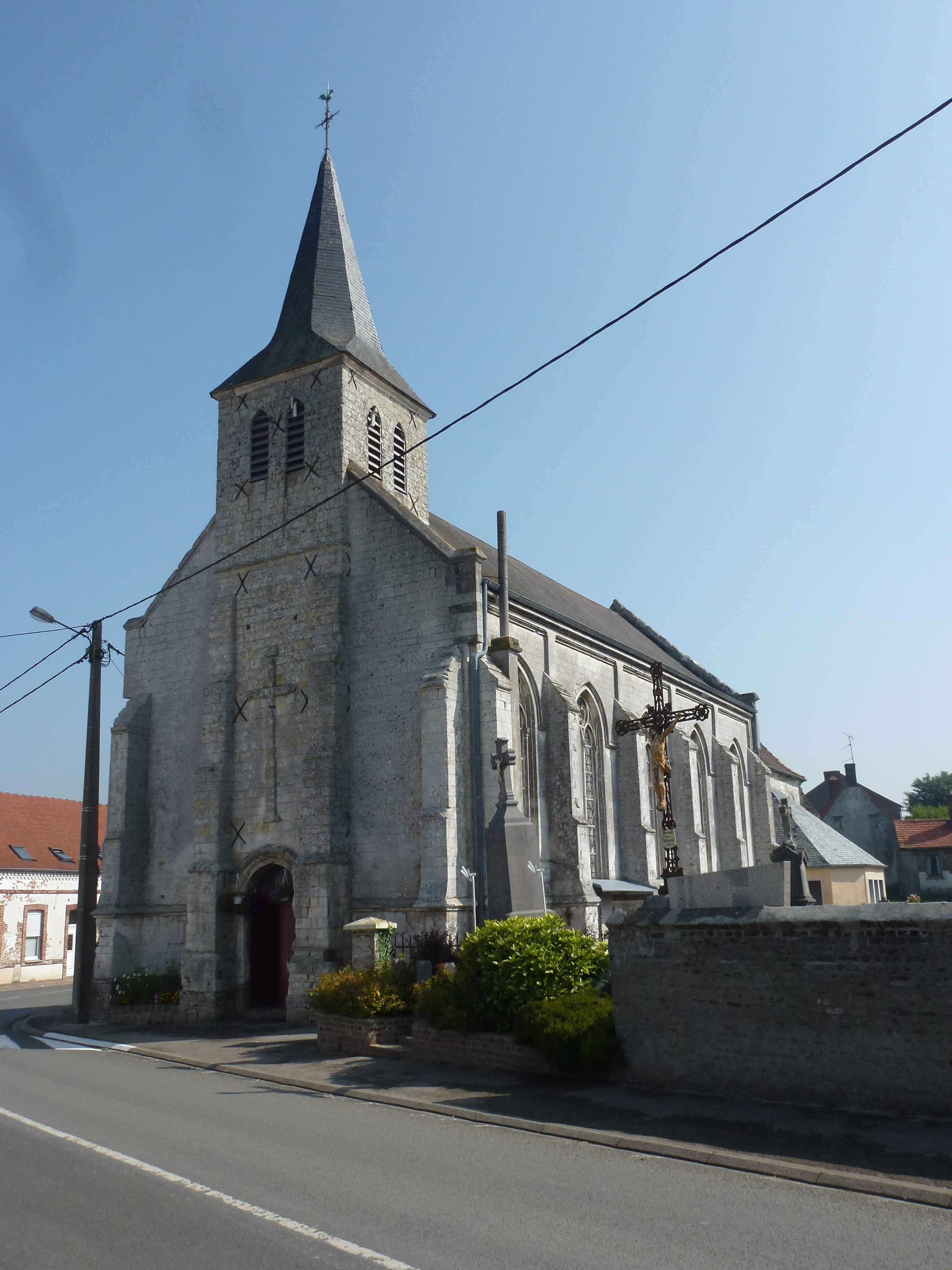
L'église.
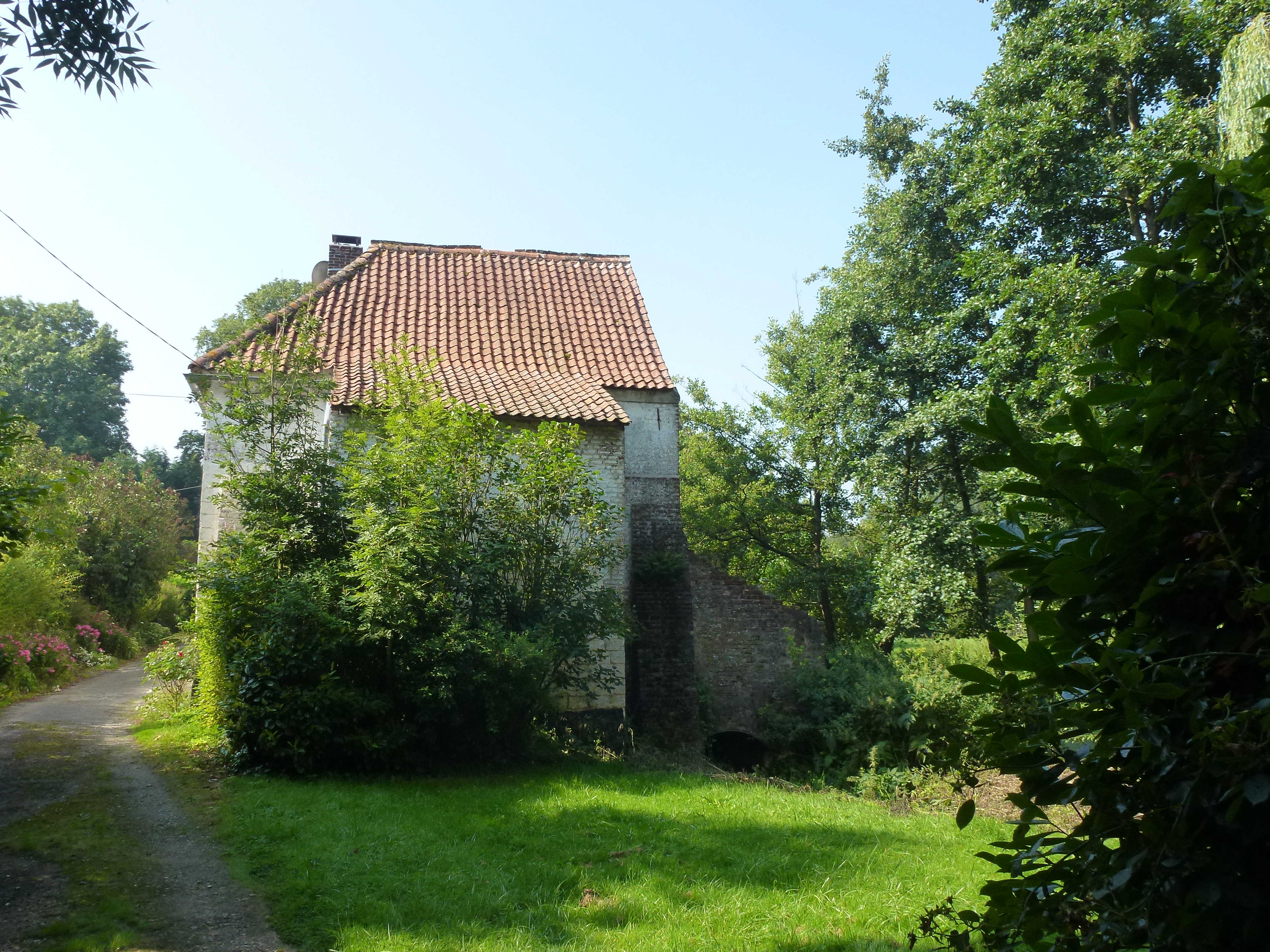
Le moulin à eau.
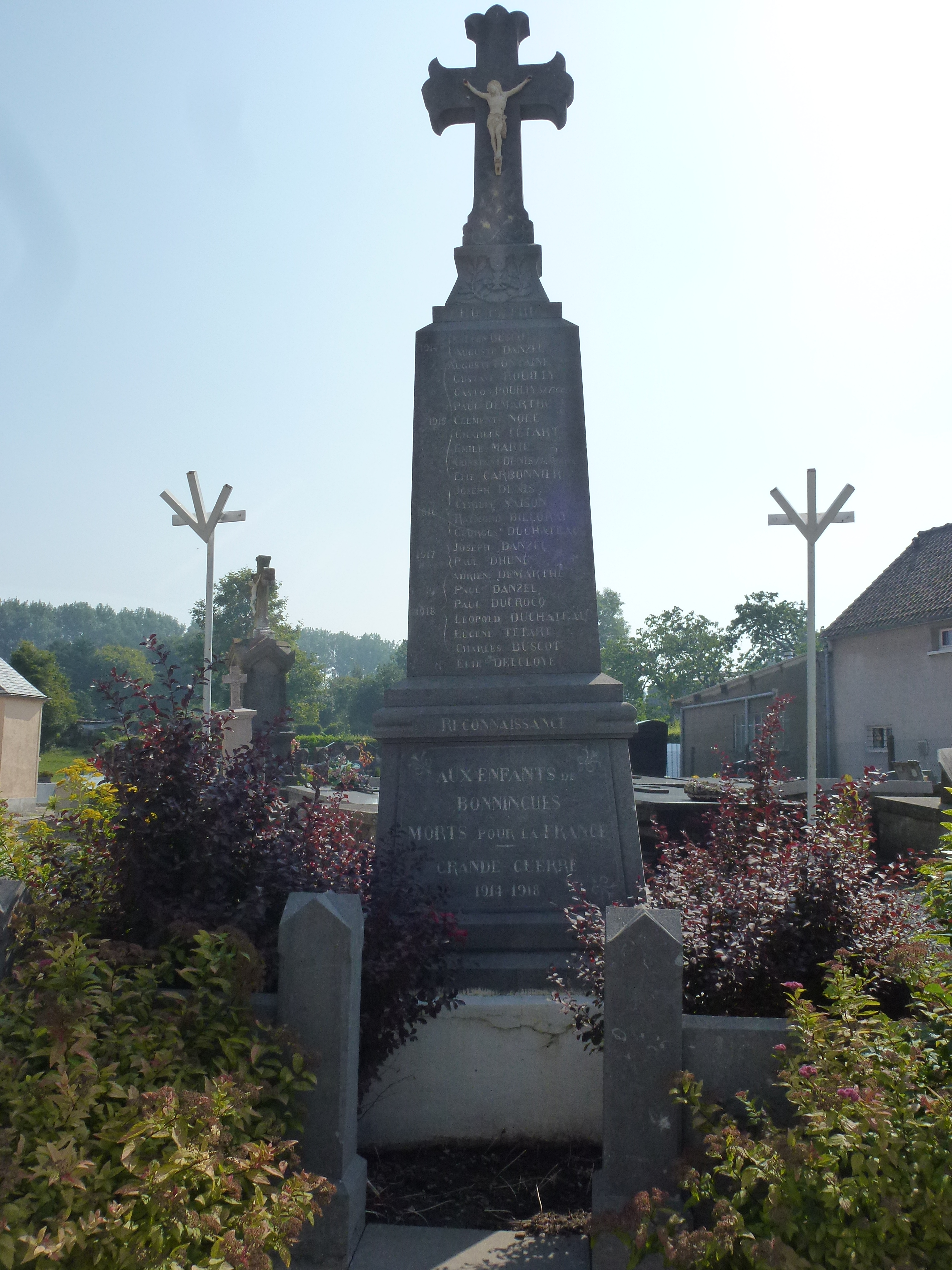
Le monument aux morts.

### Héraldique
| Blason de Bonningues-lès-Ardres | Blason  | D'or à deux fasces de gueules, à la bordure du même. |
| Blason de Bonningues-lès-Ardres | Détails | Inspiré des armes accolées, présentes sur la voûte de l'église, des époux Marguerite de Berlo et Philippe de Récourt, seigneur du lieu, mariés en 1629. Marguerite de Berlo portait comme armes : « d'or à deux fasces de gueules » auxquelles a été ajoutée la bordure de gueules du comté de Licques, dont fut héritière la famille de Récourt, qui elle portait : « de gueules à trois bandes de vair ; au chef d'or plain ». Le statut officiel du blason reste à déterminer. |

## Pour approfondir